# Le Monde de Nemo 2 : L'Aventure continue
Le Monde de Nemo 2 : L'Aventure continue (Finding Nemo: The Continuing Adventures) est un jeu vidéo d'action sorti en 2004 sur Game Boy Advance. Le jeu a été édité par THQ. Il est basé sur le film d'animation Le Monde de Nemo de Pixar.

## Système de jeu
Le but de ce jeu est d'aider les 7 poissons du dentiste à rentrer chez eux, pour cela, chaque poisson a une histoire qui se déroule avec Némo, Marin ou Dori. Pour chaque poisson, il faut d'abord leur faire traverser un jardin puis une route et un port pour arriver enfin à la mer, puis il faudra gagner des mini-jeux pour avancer dans la mer et faire arriver les poissons chez eux, tous les mini jeux sont re-jouable et certains ont d'autres niveaux que celui fait dans l’histoire. Il y a aussi un mini-jeu spécial, lorsque les 7 poissons sont chez eux. On peut aussi débloquer des images pour chaque mini-jeu refait en dehors de l'histoire.